# 전진한 (1974년)
전진한(1974년~현재)은 대한민국의 시민운동가이다. 참여연대 상근 활동가로 근무하며 시민사회의 경력을 쌓았다. 사회의 투명성 제고를 위해 정보공개의 대중화가 필요하다고 판단함에 따라 시민단체인 투명사회를 위한 정보공개센터의 설립과 정보공개운동을 주도했다. 현재는 투명사회를 위한 정보공개센터의 제2대 소장으로 활동하고 있다.